# Terina flaviorsa
Terina flaviorsa är en fjärilsart som beskrevs av Louis Beethoven Prout 1934. Terina flaviorsa ingår i släktet Terina och familjen mätare. Inga underarter finns listade i Catalogue of Life.